# Crystal City (Missouri)
Crystal City – miasto w Stanach Zjednoczonych, w stanie Missouri, w hrabstwie Jefferson.